# محمود السفير
محمود السفير، مخرج و منتج و ناشط سينمائي وكاتب قصص قصيرة سعودي.

## حياته المهنية
بدأ في مجال الإنتاج التلفزيوني منذ العام 2007 عن طريق إحدى شركات الإنتاج السعودية حيث ساعد في ظهور العديد من المواهب الشابة عن طريق مجموعته التي أسسها في العام 2008. ولعدم توفر المعاهد السينمائية في السعودية حصل على فرصة التدرب على أيدي مخرجين عرب أثناء عملهم في السعودية وشارك في فرق إنتاج العديد من الأعمال السعودية الضخمة آنذاك.

## مجموعة صدى المواهب
أنشئ مجموعة صدى المواهب عام 2008 حيث أنشأت هذه المجموعة للاهتمام بتقديم المواهب الشابة في شتى المجالات للشركات المنتجة وقدمت المجموعة الكثير من الوجوه الشابة للجمهور.

## مهرجان الأنصار السينمائي
قامت إدارة مهرجان الأنصار السينمائي بدعوته كـ عضو لجنة تحكيم فقام بالموافقة والعمل على المهرجان لكن فجأة بعد 3 أشهر من العمل قام بالاعتذار عن تواجده بالمهرجان حيث ذكرة صحيفة بث الإلكترونية بأن عام 2012 حافل باعتذاراته، وفجأة بدون تصريح تواجد السفير في افتتاح مهرجان الأنصار ومن ضمن لجنة التحكيم بعد أن اعتقد الجميع عدم رؤيته في مقدمة الحضور وقد قدم فيلماً وثائقياً للافتتاح يحمل عنوان «أًقتلني (نافذة الأمان)» يتحدث عن فلسطين المحتلة.

## عضويات و مناصب
- عضو جمعية المنتجين و الموزعين السعوديين
- عضو الجمعية العربية السعودية للثقافة و الفنون
- عضو اللجنة المنظمة لمهرجان الأنصار للفيلم
- عضو لجنة تحكيم مهرجان الأنصار للفيلم القصير
- رئيس قسم الإنتاج السينمائي في لؤلؤة الفن للإنتاج الفني منذ العام 2011
- مدير عمليات الإنتاج في قناة الديوانية 2010
- رئيس مجموعة صدى المواهب

## أعماله
| السنة | العنوان        | نوع                   | ملاحظات                                               |
| ----- | -------------- | --------------------- | ----------------------------------------------------- |
| 2008  | أقوى من السحر  | فيلم قصير             |                                                       |
| 2008  | رمضانيات       | فيديوهات توعويه قصيره |                                                       |
| 2009  | الشك           | فيلم قصير             |                                                       |
| 2009  | رفيق السوء     | فيلم قصير             |                                                       |
| 2011  | الوهم          | فيلم قصير             |                                                       |
| 2012  | خيال من الواقع | فيلم روائي            | توقف في مرحلة الإنتاج                                 |
| 2013  | حكاوي شباب     | فيلم قصير             |                                                       |
| 2013  | أقتلني         | فيلم وثائقي           | فيلم وثائقي عن فلسطين                                 |
| 2014  | خيانه          | فيلم روائي            | مرحلة مابعد الإنتاج                                   |
| 2015  | ليس الفراق     | فيلم روائي            | توقف في مرحلة الانتاج من المحتمل العودة في اكتوبر2016 |
| 2016  | قصة نجاح       | فيلم وثائقي           | فيلم يروي قصة نجاح سيدة سعودية                        |
| 2016  | تعرف فتحي      | فيلم وثائقي           | فيلم يروي قصة نجاح ابن مواطنه سعودية                  |
| 2016  | خير البحر      | فيلم وثائقي           | يروي عن خير البحر الاحمر لأهالي جده                   |

## وصلات خارجية
- أصبحنا «نشحذ» القنوات الفضائية لعرض أعمالنا.. والمنتجون في سبات عميق
- الوهم تجربة شبابية خفيفية
- زاوية من إحدى الغرف تصنع الوهم
- مهرجان سينمائي للأفلام القصيرة
- السفير يودع مهرجان الأنصار السينمائي
- السفير: اخاف الوحدة وصدف اخذت من صدى
- عزوبية السفير بدأت بغصة شوك..
- المخرج الشاب محمود السفير ينتهي من تصوير فيلم «خيانة»
- محمود السفير لـ الشرق: أطالب الإعلام و الثقافة و الفنون بمراجعة انفسهم وإنصاف السينمائيين السعوديين